# Condizioni standard
Con l'indicazione condizioni standard (abbreviato in STP, dall'inglese Standard Temperature and Pressure o in TPS, da Temperatura e Pressione Standard) vengono intese delle condizioni standardizzate di temperatura e pressione.

## Descrizione
La IUPAC (International Union of Pure and Applied Chemistry) ha fissato le condizioni di STP a 0 °C (273,15 K, 32 °F) e 1 bar (105 pascal) come rappresentative delle condizioni in cui si trova normalmente una sostanza sulla Terra. Prima del 1982 era utilizzato un valore di pressione leggermente più alto, di 1 atm (ovvero 101 325 Pa).
In altri contesti i valori di riferimento possono essere diversi. Ad esempio, le compagnie di gas naturale in Europa, Australia e Sud America considerano le condizioni di 15 °C (59 °F) e 1 atm (1,01325 bar) come riferimento per la definizione del metro cubo standard, aderendo alla definizione data dalla International Organization for Standardization.
STP non deve essere confuso con lo stato standard di un materiale (sostanza pura, miscela o soluzione) che è un punto di riferimento utilizzato per calcolare le sue proprietà in condizioni diverse. In linea di principio, la scelta dello stato standard è arbitraria, sebbene l'Unione internazionale di chimica pura e applicata (IUPAC) consigli di utilizzare una pressione di stato standard standard {\displaystyle p^{\circ }=10^{5}\,\mathrm {Pa} }. Per esempio nel caso dell'entalpia, dell'entropia termodinamica e dell'energia libera di Gibbs solo la pressione p stabilisce lo stato standard, ΔH⦵(T), S⦵(T), ΔG⦵(T). Infatti in termochimica, lo stato standard si riferisce esclusivamente alla pressione di stato standard {\displaystyle p^{\circ }} e all'attività unitaria dei singoli componenti di una miscela e si indicano tradizionalmente con l'apice ° o più recentemente - secondo la terminologia IUPAC - ⦵ un simbolo di Plimsoll in apice per evitare ambiguità. Strettamente parlando, la temperatura non fa parte della definizione di uno stato standard, lo stato standard di un gas viene convenzionalmente scelto come gas ideale di pressione unitaria (di solito in bar), indipendentemente dalla temperatura. Tuttavia, la maggior parte delle tabelle sono compilate a temperature specifiche, comunemente 298,15 K (25,00 °C; 77,00 °F) o, meno comune, 273,15 K (0,00 °C; 32,00 °F).

## Altre condizioni di riferimento (in chimica e fisica)

### Standard Ambient Temperature and Pressure
Con il termine Standard Ambient Temperature and Pressure (o SATP), utilizzato in chimica, si indicano le condizioni generalmente a temperatura di 298,15 K (25 °C) e pressione di 100 kPa (1 bar).

### International Standard Atmosphere
Con il termine International Standard Atmosphere (o ISA), nella definizione dello Standard metro cubo e in aviazione, si indicano le condizioni di temperatura di 288,15 K (15 °C), pressione di 101,325 Pa (1 atm), e umidità 0%.

### Condizioni normali
Con l'indicazione condizioni normali (abbreviato in c.n. o NTP, dall'inglese Normal Temperature and Pressure), vengono intese delle condizioni convenzionali di temperatura e pressione. Esse tuttavia possono variare, a seconda della fonte consultata; valori impiegati sono 293,15 K (20 °C, 68 °F) e 101,325 kPa (1 atm) e, più di frequente, come nella definizione di Normal metro cubo e anche di volume molare di un gas ideale, 273,15 K (0 °C, 32 °F) e 101,325 kPa (1 atm).